# Die Kreuzigung (Tintoretto)
Die Kreuzigung ist ein Gemälde von Jacopo Tintoretto. Es befindet sich in der Sala dell’Albergo der Scuola Grande di San Rocco in Venedig, oberhalb der Vorstandstribüne der Bruderschaft. Es bildet den Höhepunkt eines Passionszyklus, der aus den Gemälden: „Christus vor Pilatus“, „Die Dornenkrönung“, „Gang zum Kalvarienberg“ und der hier beschriebenen „Kreuzigung“ besteht.

## Art der Ausführung
Für dieses Gemälde betrieb Tintoretto eingehende Vorstudien. Entwurfszeichnungen sind in Florenz, London und Rotterdam erhalten geblieben. Die Gesamtkomposition skizzierte er aber direkt auf die Leinwand, wie während der letzten Restaurierungsarbeiten nachgewiesen wurde.

## Inhalt
Inmitten dieses Leinwandgemäldes, welches 1566 fertiggestellt wurde, ist die beherrschende Gestalt des gekreuzigten Christus am Kreuz abgebildet. Zu Füßen Christus’, der in tragischer Einsamkeit gegen den stürmischen Himmel ankämpft, befindet sich die durch Beleuchtung in den Vordergrund gestellte um Christus trauernde Gruppe. Charakteristisch für dieses Gemälde sind die sorgfältig konstruierten Fluchtlinien.
In diesem Gemälde werden die Reitergruppen, die trauernde Gruppe zu Füßen Jesu und Jesus selbst hervorgehoben, während sich die Menge in immer nervöser werdenden Lichtfunken und in eine immer trostloseren, windgepeitschten Landschaft verliert.

## Bezahlung und Ruhm
Dieses Gemälde, für das Tintoretto am 9. März 1566 250 Dukaten ausbezahlt bekam, wurde sofort berühmt, wie durch zahlreiche Stiche belegt werden kann. Auch die Künstler des 17. Jahrhunderts, wie zum Beispiel Anthonis van Dyck oder Peter Paul Rubens, studierten das Werk sehr eingehend. Der bekannteste Stich stammt aus dem Jahr 1582 von Agostino Carracci für den Kardinal Ferdinando de Medici.